# Dlouhá (Prachatice)
 Dlouhá   je ulice v Prachaticích situované v městské památkové rezervaci na silniční parcele 1511/16. V ulici je 24 čísel popisných.Její začátek tvoří křižovatka s  Horní a  Solní ulicí a končí křižovatkou s Husovou ulicí.

## Historie a popis
Ulice vznikala již při zakládání města na konci 13. století a její poloha a historie je spojena s navazující Horní ulicí,která vedla po obvodu města od bývalé Horní brány (též Pasovské brány) podél městského opevnění k jižnímu prachatickému parkánu. Situace v místě dnešní ulice je zachycena na mapách druhého vojenského mapování, které byly dokončeny v roce 1852 a na mapách třetího vojenského mapováníTakto ulici zachycuje též plán Prachatic z roku 1837.Vyznačena je i na mapách vymezujících prachatickou městskou památkovou rezervaci.

## Název ulice
Ulice byla pojmenována zřejmě z důvodu, že šlo o nejdelší ulici v Prachaticích. Berním rejstříku z roku 1590 uvádí jako název ulice – Dlouhá ulice. Ulice vedoucí u severního parkánu vzhledem k poloze získala jméno Horní, takže uvedená ulice v 18. století byla přejmenována na Dolní. V Setkat se můžeme též s německým ekvivalentem die untere Gasse. S názvem Hintere Gasse (Zadní ulice) se můžeme setkat v plánu města z roku 1837. Označení ulice z roku 1894 označuje ulici jako Langegasse. Po roce 1918 se používal český název Dlouhá ulice. Po obsazení Prachatic v roce 1938 se vrací německý název a po roce 1945 se znovu ustaluje  český název Dlouhá ulice.

## Architektonický a urbanistický význam Horní ulice
Dlouhá ulice v Prachaticích tvoří významnou součást uliční sítě městské památkové rezervace.Je hmotným dokladem  středověké zástavby Prachatic, kdy její domy přiléhaly k městskému opevnění. Archivními dokumenty je prokázáno, že původně název Horní nesla i část Dlouhé ulice. Od roku 1981 tvoří spolu s Horní ulicí také západní a jihozápadní hranici Městské památkové rezervace Prachatice.Archivní výzkum v kontextu historie centra městaa stavebně historický průzkum ukazují vývoj historického jádra od 15. do 20. století. V ulici se dochovaly domy, jejichž fasády jsou zdobeny nejvýznamnějšími renesančními freskami a sgrafity ve městě, např. čp. 32.Významným dokladem o urbanistickém vývoji města je návaznost Dlouhé  ulice na domy v Husově ulici, jejichž zadní trakty jsou do Dlouhé ulice obráceny. Významnou informací o životě ve městě je i vývoj českého a německého názvu ulice v národnostně smíšených Prachaticích. Dějiny ulice a jejích domů jsou též příspěvkem k  dějinám Prachatic a jejich místopisu.23 domů v Dlouhé  ulici (z 24) je zapsáno v Ústředním seznamu kulturních památek.

### Domy v Horní  ulici zapsané v Ústřední seznam kulturních památek
V Dlouhé ulici jsou evidovány tyto nemovité kulturní památkyzapsané v Ústředním seznamu kulturních památek:
- Dlouhá 95 (Prachatice)

## Galerie

### Mapy centra a Dlouhé ulice

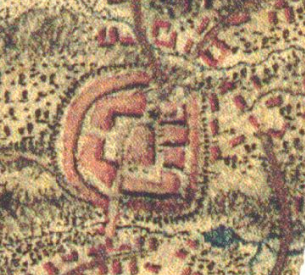
Prachatice na mapách prvního vojenského mapování (1764–1783)
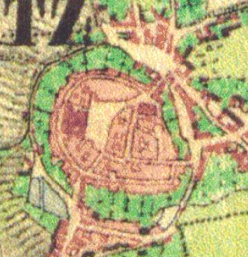
Prachatice na mapách druhého vojenského mapování (1836–1852)

### Domy v Dlouhé ulici

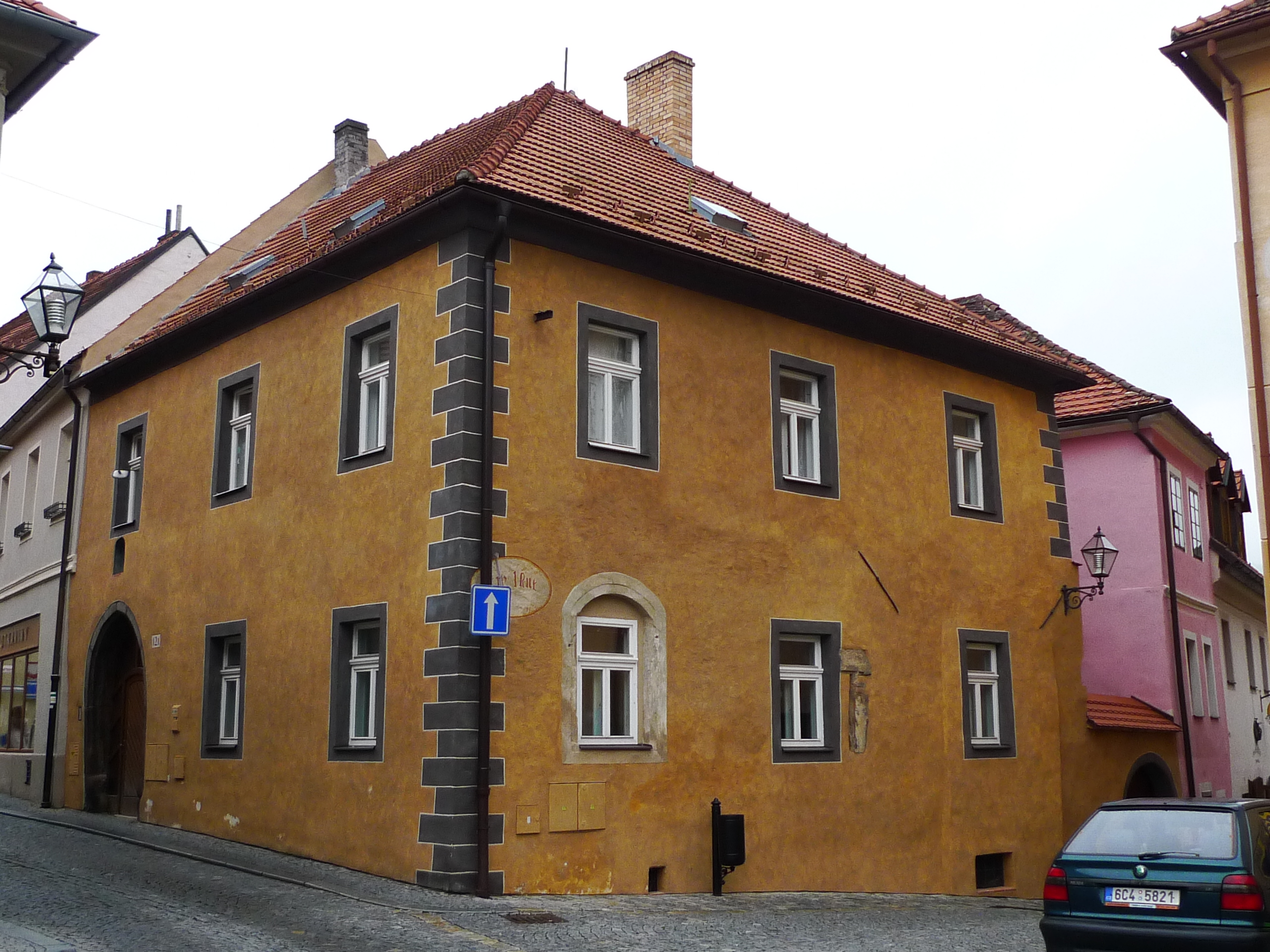
Prachatice, Dlouhá 121
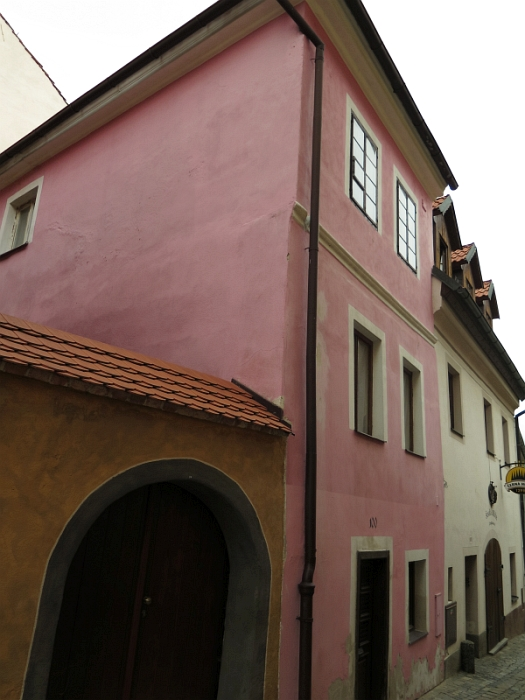
Prachatice, Dlouhá 100
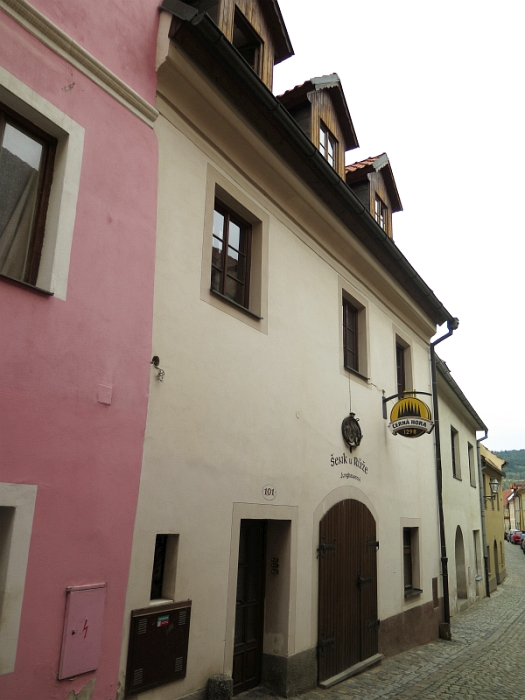
Prachatice, Dlouhá 101
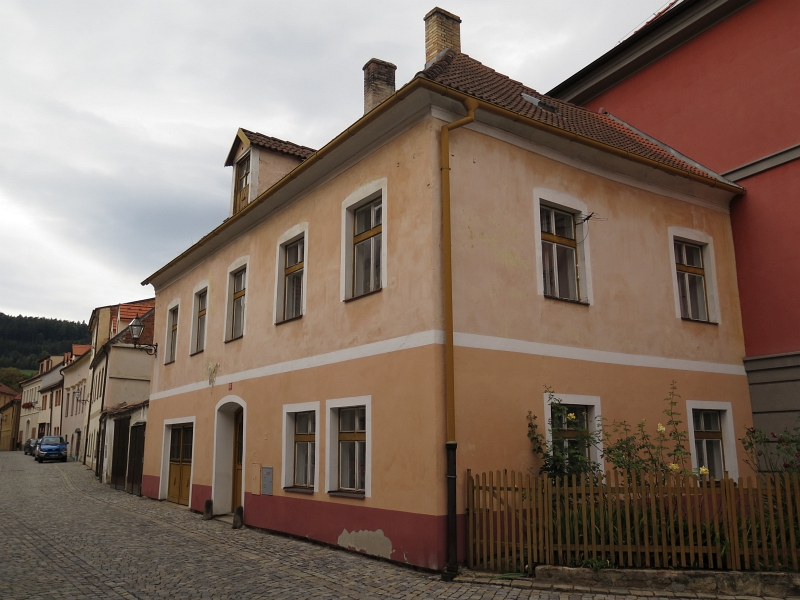
Prachatice, Dlouhá 102